# Castellino del Biferno
Castellino del Biferno é uma comuna italiana da região do Molise, província de Campobasso, com cerca de 673 habitantes. Estende-se por uma área de 15 km², tendo uma densidade populacional de 45 hab/km². Faz fronteira com Campolieto, Lucito, Matrice, Morrone del Sannio, Petrella Tifernina.

## Demografia
| Variação demográfica do município entre 1861 e 2011                               |
|                                                                                   |
| Fonte: Istituto Nazionale di Statistica (ISTAT) - Elaboração gráfica da Wikipedia |